# Scandolara Ripa d’Oglio
Scandolara Ripa d’Oglio – miejscowość i gmina we Włoszech, w regionie Lombardia, w prowincji Cremona.
Według danych na rok 2004 gminę zamieszkiwało 636 osób, 127,2 os./km².